# Seznam krajev Unescove svetovne dediščine v Rusiji
Svetovna dediščina Organizacije Združenih narodov za izobraževanje, znanost in kulturo (UNESCO) je pomembna za kulturno ali naravno dediščino, kot je opisano v Unescovi konvenciji o svetovni dediščini, ustanovljeni leta 1972. Kulturno dediščino sestavljajo spomeniki (kot so arhitekturna dela, monumentalne skulpture ali napisi), skupine zgradb in najdišča (vključno z arheološkimi najdišči). Naravne značilnosti (ki jih sestavljajo fizične in biološke formacije), geološke in fiziografske formacije (vključno s habitati ogroženih vrst živali in rastlin) ter naravna območja, ki so pomembna z vidika znanosti, ohranjanja ali naravne lepote, so opredeljena kot naravna dediščina. Sovjetska zveza je ratificirala konvencijo 12. oktobra 1988. Prvih pet območij v Sovjetski zvezi je bilo vpisanih na seznam na 14. zasedanju Unescovega odbora za svetovno dediščino, ki je potekalo v Banffu, Alberta, Kanada, decembra 1990. Od teh petih so tri v današnji Ruski federaciji (ali Rusija): Zgodovinsko središče Sankt Peterburga in pripadajoče skupine spomenikov (takrat imenovanega Leningrad), Kiški pogost ter Moskovski kremelj in Rdeči trg.
Od leta 2022 je v Rusiji 30 območij svetovne dediščine, nadaljnjih 28 območij pa je na poskusnem seznamu. Zadnje navedeno mesto so bili petroglifi Oneškega jezera in Belega morja leta 2021. Kulturnih znamenitosti je devetnajst, naravnih pa enajst. Štiri mesta so transnacionalna. Kurska kosa si deli z Litvo, Pokrajine Daurije in Kotlina Uvs Nuur si deli z Mongolijo, Struvejev geodetski lok pa z devetimi evropskimi državami.

## Svetovna dediščina
Unesco navaja območja po desetih merilih; vsaka prijava mora izpolnjevati vsaj enega od kriterijev. Kriteriji od i do vi so kulturni, od vii do x pa naravni
| Naziv                                                                   | Slika                                                                      | Lokacija                   | Leto vpisa | Kriterij                           | Opis |
| ----------------------------------------------------------------------- | -------------------------------------------------------------------------- | -------------------------- | ---------- | ---------------------------------- | --- |
| Zgodovinsko središče Sankt Peterburga in pripadajoče skupine spomenikov | Baroque palace with green and gold facade and a Russian flag on the top    | Sankt Peterburg            | 1990       | 540; i, ii, iv, vi (kulturno)      | Sankt Peterburg si je zamislil car Peter Veliki kot novo prestolnico in pristaniško mesto na bregovih reke Neve v Finskem zalivu. Mesto je bilo zgrajeno v začetku 18. stoletja na zahtevnem terenu močvirij, šotišč in skal. Območje svetovne dediščine obsega zgodovinsko središče mesta z baročno in neoklasicistično arhitekturo, pa tudi okoliške spomenike in palače, kot sta tisti v Puškinu in Petergofu. Pomembne stavbe v mestu so Zimski dvorec (na sliki, dom muzeja Ermitaž), Admiraliteta in Marmorna palača. V 20. stoletju je bilo mesto prizorišče oktobrske revolucije in obleganja Leningrada med drugo svetovno vojno. |
| Cerkve v Kiškem pogostu                                                 | Two old wooden churches and a clock tower                                  | Republika Karelija         | 1990       | 544; i, iv, v (kulturno)           | Arhitekturni ansambel Kiški pogost na otoku Kiži v Oneškem jezeru sestavljata dve leseni cerkvi iz 18. stoletja (cerkev Gospodovega spremenjenja in Priprošnja cerkev) in stolp z uro iz leta 1862. Zgrajeni sta bili l. edinstven umetniški slog in predstavljajo vrhunec ruske mizarske tehnike. Čeprav so bile stavbe občasno popravljene, niso bile bistveno rekonstruirane. |
| Moskovski kremelj in Rdeči trg, Moskva                                  | Saint Basil's Cathedral and people in front                                | Moskva                     | 1990       | 545; i, ii, iv, vi (kulturno)      | Moskovski kremelj je najstarejši del Moskve, prvič omenjen leta 1147. V 13. stoletju je služil kot sedež Moskovske velike kneževine in versko središče. Obzidje in stolpi so bili zgrajeni v poznem 15. in začetku 16. stoletja, prav tako cerkve, ki so jih načrtovali povabljeni italijanski arhitekti in kažejo vplive italijanske renesanse. Cerkev Marijinega vnebovzetja je bila prizorišče kronanj, cerkev nadangela Mihaela pa je služila kot grobišče ruskih knezov in carjev. Mestne stavbe so bile zgrajene v 18. in 19. stoletju. Rdeči trg je zunaj obzidja Kremlja. Na sliki je cerkev Vasilija Blaženega, ki stoji na koncu Rdečega trga.                                                                                            |
| Zgodovinski spomeniki Novgoroda in okolice                              | A red brick fortress above a river                                         | Novgorodska oblast         | 1992       | 604; ii, iv, vi (kulturno)         | Novgorod je bil prva prestolnica Kijevske Rusije v 9. stoletju in glavno mesto Novgorodske republike od 12. do 15. stoletja. Na stičišču trgovskih poti, ki povezujejo severno Evropo s Srednjo Azijo in Bizantinskim cesarstvom, je mesto zraslo v eno najpomembnejših središč ruske umetnosti in kulture ter duhovno središče. Večina ohranjenih spomenikov v mestu, kot so cerkve in samostani, je iz obdobja Novgorodske republike. Na sliki je Novgorodski kremelj. |
| Kulturno zgodovinski ansambel Soloveško otočje                          | An orthodox monastery on an island                                         | Arhangelska oblast         | 1992       | 632; iv (kulturno)                 | Šest otokov arhipelaga v Belem morju je bilo naseljenih vsaj od 5. stoletja pred našim štetjem. Utrjen Solovecki samostan je bil ustanovljen v 1430-ih in je ostal aktiven do 1920-ih, ko so ga spremenili v zaporniško taborišče v okviru sistema Gulag. Taborišče so zaprli leta 1939 in kompleks se je od takrat vrnil pravoslavni cerkvi. Območje svetovne dediščine obsega samostanski kompleks, nekdanjo samostansko vas, samostanske celice in puščavnice, prazgodovinska mesta, spominska mesta ujetniškega taborišča in okoliško kulturno krajino, ki so jo oblikovali ljudje, ki so živeli v oddaljenih in surovih razmerah severa. |
| Beli spomeniki v Vladimirju in Suzdalu                                  | An orthodox church with green and golden domes and a building in red brick | Vladimirska oblast         | 1992       | 633; i, ii, iv (kulturno)          | Vladimir in Suzdal sta bili glavni mesti Vladimiro-Suzdalske kneževine v 12. in 13. stoletju. Svetovna dediščina obsega spomenike v edinstvenem arhitekturnem slogu, razvitem v regiji. Spomeniki so: cerkev Marijinega vnebovzetja, cerkev sv. Dimitrija in Zlata vrata v Vladimirju, knežji grad in cerkev priprošnje na Nerli v Bogoljubovu, Suzdalski kremelj, cerkev Marijinega rojstva, Suzdal in Samostan Odrešenika Evtimija (na sliki) v Suzdalu ter cerkev sv. Borisa in Gleba v Kidekši. |
| Arhitekturni ansambel samostana sv. Trojice v Sergijevem Posadu         | An orthodox monastery complex with several domes                           | Moskovska oblast‎           | 1993       | 657; ii, iv (kulturno)             | Trojiški samostan sv. Sergija v Sergijevem Posadu je najpomembnejši ruski samostan in duhovno središče Ruske pravoslavne cerkve ter sedež patriarha. Ustanovljen je bil leta 1337 in se je razvijal skozi stoletja. Cerkev sv. Trojice je iz leta 1422 in hrani najbolj znano ikono Andreja Rubljova, Trojico. V cerkvi Marijinega vnebovzetja iz druge polovice 16. stoletja je grobnica carja Borisa Godunova in njegove družine. Kompleks je obdan z debelimi obrambnimi zidovi, ki so ga ščitili med poljsko-litovskim obleganjem leta 1610. |
| Cerkev Kristusovega vnebohoda v Kolomenskem                             | A church in white stone                                                    | Moskva                     | 1994       | 634rev; ii (kulturno)              | Cerkev Kristusovega vnebohoda je bila zgrajena leta 1532 v spomin na rojstvo bodočega carja Ivana Groznega. Cerkev je pomembna zaradi šotoraste strehe, zgrajene iz kamna, ki je arhitekturna novost v ruski arhitekturi; takšne strehe so bile prej zgrajene kot lesene konstrukcije. Streha se dviga iz osmerokotne osnove in ima več okrasnih elementov, imenovanih kokošniki. Cerkev je močno vplivala na arhitekturo ruskih cerkva do sredine 17. stoletja. |
| Komski pragozd                                                          | Forest, river and mountains                                                | Komi                       | 1995       | 719; vii, ix (naravno)             | Pragozdovi tega območja svetovne dediščine pokrivajo 32.000 kvadratnih kilometrov v Uralskem gorovju. Sestavljajo jih borealni gozd (tajga), tundra in alpska tundra. Najpogostejše drevesne vrste so iglavci, trepetlika in breza. Obstajajo tudi obsežna šotišča. |
| Bajkalsko jezero                                                        | A rocky islet on the lake                                                  | Irkutska oblast‎, Burjatija | 1996       | 754; vii, viii, ix, x (naravno)    | Z globino 1700 metrov je Bajkalsko jezero najgloblje jezero na svetu in vsebuje približno 20 % svetovne nezamrznjene sladke vode. Je tudi najstarejše jezero na svetu, saj je staro 25 milijonov let. Zaradi svojih značilnosti je dom edinstvene kombinacije sladkovodne flore in favne s številnimi endemičnimi vrstami. |
| Vulkani Kamčatke                                                        | A snow covered volcano                                                     | Kamčatski okraj            | 1996, 2001 | 765bis; vii, viii, ix, x (naravno) | Polotok Kamčatka vsebuje veliko gostoto aktivnih vulkanov in z njimi povezanih vulkanskih značilnosti, veliko je tudi ledenikov. Območje je dom vrstam, kot so morska vidra (Enhydra lutris), rjavi medved, orel belorepec in stellerjev morski orel (Haliaeetus pelagicus). Reke so drstišča salmonidov. Meje posesti so bile leta 2001 razširjene na skupno šest območij. Na sliki je vulkan Ključevska Sopka. |
| Zlate gore Altaja                                                       | Plains and snow covered mountains                                          | Republika Altaj‎            | 1998       | 768rev; x (naravno)                | To območje obsega naravne rezervate Altai in Katun, Telecko jezero, goro Beluha in planoto Ukok. Območje je pomembno zaradi biotske raznovrstnosti z višinskimi vegetacijskimi conami, ki segajo od stepe, gozdne stepe, mešanega gozda do subalpske in alpske vegetacije. Je tudi dom snežnega leoparda. |
| Zgodovinski in kulturni kompleks Kazanskega kremlja                     | Kremlin with towers and minarets above a river                             | Tatarstan                  | 2000       | 980; ii, iii, iv (kulturno)        | Car Ivan Grozni je leta 1552 osvojil mesto Kazan od Kazanskega kanata (naslednika Zlate horde) in zgradil Kremelj na mestu tatarske trdnjave. Stavbe v citadeli, večina jih je bila zgrajena med 16. in 19. stoletjem, odražajo interakcijo ruskih in tatarskih vplivov ter krščanske in muslimanske vere. Mošeja Kul Šarif je nova stavba, zgrajena v 21. stoletju na mestu prejšnje mošeje. |
| Zahodni Kavkaz                                                          | Mountain scenery                                                           | Krasnodarski okraj‎         | 1999       | 900; ix, x (naravno)               | To območje obsega sedem posesti (tudi Naravni rezervat Kavkaz) v zahodnem delu gorovja Kavkaza, ki predstavlja eno redkih gorskih gozdnih območij, ki jih človek ni bistveno spremenil. Vsebujejo najrazličnejše ekosisteme od nižinskega do subalpskega pasu. So dom številnim živalskim in rastlinskim vrstam in so mesto ponovne naselitve gorske podvrste evropskega bizona. |
| Samostan Ferapontov                                                     | Monastery with several towers                                              | Vologdska oblast‎           | 2000       | 982; i, iv (kulturno)              | Samostan je ustanovil sveti Ferapont leta 1398 na negostoljubnem ruskem severu. Stavbe so iz 15. do 17. stoletja, v 19. stoletju pa je bil dozidan kamniti zid. Samostan je odličen primer ruske pravoslavne meniške skupnosti iz tega obdobja in je dobro ohranjen. Cerkev Marijinega rojstva (leta 1490 so jo zgradili mojstri iz Rostova) ima notranje stene prekrite s freskami mojstra Dionizija. |
| Kurska kosa*                                                            | Sandy dune, partially covered by forest                                    | Kaliningrajska oblast‎      | 2000       | 994; v (kulturno)                  | Kurska kosa, 98 kilometrov dolga peščena sipina (pljuska), ki ločuje Kursko laguno od Baltskega morja, je bila naseljena že v prazgodovini. Intenzivna sečnja v 17. in 18. stoletju je povzročila, da so se sipine premikale proti laguni in pri tem pokopale najstarejše naselbine. Dela za stabilizacijo sipin so se začela v 19. stoletju in še vedno potekajo. Vključuje gradnjo zaščitnega grebena sipin ter zasaditev dreves in živih mej. Sčasoma so se nekatere starodavne ribiške vasi spremenile v turistična letovišča s svetilniki, pomoli, cerkvami, šolami in vilami. Območje je pomembno tudi zaradi peščene flore in favne ter kot selitvena pot ptic. Severni del Kose je v Litvi, južni del pa v Kaliningrajski oblasti v Rusiji. |
| Zavarovano naravno območje v osrednjem delu gorovja Sihote Alin         | Mountain scenery with forests and rivers                                   | Primorski okraj            | 2001, 2018 | 766bis; x (naravno)                | Ta dediščina obsega tri posesti v gorovju Sihote-Alin: naravni rezervat Sihote-Alin, živalski rezervat Goralij in dolino reke Bikin (dodano kot razširitev leta 2018, na sliki). Gozdovi zmernega pasu predstavljajo edinstveno stičišče tajge in subtropskega podnebja in so dom vrstam, kot so sibirski tiger, himalajski črni medved (Ursus thibetanus laniger), sibirski mošusni jelen (Moschus moschiferus), rosomah in sobolj (Martes zibellina). |
| Kotlina Uvs Nuur*                                                       | Shallow lake with red plants and hills in the background                   | Tuva                       | 2003       | 769rev; ix, x (naravno)            | To transnacionalno mesto obsega sedem nepremičnin v Rusiji in pet v Mongoliji. Kotlina Uvs Nuur je velika endoreična kotlina, ki se izliva v veliko, plitvo in zelo slano jezero Uvs. Kotlina vsebuje veliko različnih habitatov, vključno z mokrišči, stepami, različnimi vrstami gozdov, sladkovodnimi in slanovodnimi ekosistemi ter gorsko tundro. Na tem območju živi več vrst ptic, snežni leopard, Mongolska puščavska podgana, argali (Ovis ammon) in sibirski kozorog (Capra sibirica). |
| Citadela, staro mestno jedo in trdnjava Derbenta                        | Massive stone walls and a gate                                             | Dagestan                   | 2003       | 1070; iii, iv (kulturno)           | Derbent, najstarejše mesto v Rusiji, je na ozki nižini med Kaspijskim jezerom in gorovjem Kavkaz. Zaradi strateškega položaja med Evropo in Azijo so že v 1. tisočletju pred našim štetjem gradili obrambne objekte za nadzor prehoda. Dve vzporedni steni je v 5. in 6. stoletju našega štetja zgradilo Sasanidsko cesarstvo, deli teh obzidij pa so preživeli do danes. Citadelo in mesto, ki se je razvilo med obzidjem, so oblikovale vladavine Arabcev, Seldžukov, Mongolov, Timuridov in Safavidov. Območje je v 19. stoletju prišlo pod Rusko cesarstvo in postopoma izgubilo vojaško funkcijo. |
| Naravni rezervat Vranglov otok                                          | Polar landscape with a river and mountains                                 | Čukotka                    | 2004       | 1023rev; ix, x (naravno)           | Vranglov otok leži v Arktičnem oceanu med Čukotskim in Vzhodnosibirskim morjem. Ker v času kvartarne poledenitve ni bil prekrit z ledom, je ohranil veliko število rastlinskih združb, ki jih je drugje uničil led in ohranja največjo biotsko raznovrstnost med vsemi arktičnimi otoki. To je bilo tudi mesto zadnjih znanih preživelih volnatih mamutov. Poleg glavnega otoka območje vključuje tudi manjši otok Herald in okoliške vode. Območje je dom morskih ptic, snežnih gosi in velike kolonije mrožev ter je glavno prehranjevalno območje za sive kite (Eschrichtius robustus). |
| Novodevičji samostan                                                    | A walled monastery with red and white towers with golden domes             | Moskva                     | 2004       | 1097; i, iv, vi (kulturno)         | Samostan je bil ustanovljen leta 1520. Kompleks je bil zgrajen v 16. in 17. stoletju v slogu moskovskega baroka in je reprezentativen primer sloga, ki je bil v tem obdobju priljubljen v regiji. Bil je tesno povezan s kraljevo družino, kot izbrani samostan za ženske iz aristokratskih in bogatih družin, ki so postale nune, pa tudi grobišče za plemiče. Samostan je obdan z obzidjem, ki je bilo v času gradnje vključeno v obrambo Moskve. |
| Staro mestno jedro Jaroslavlja                                          | A church with a red facade and other buildings in snow                     | Jaroslaveljska oblast‎      | 2005       | 1170; ii, iv (kulturno)            | Mesto Jaroslavelj je na sotočju rek Volga in Kotorosl. Ustanovljen v 11. stoletju kot majhna lesena utrdba, se je po vključitvi v Moskovsko veliko kneževino leta 1463 razvil v močno trgovsko središče. Ohranjenih je več cerkva iz 16. in 17. stoletja. Po urbanistični reformi carice Katarine Velike ob koncu 18. stoletja je bilo središče Jaroslavlja preurejeno v neoklasicističnem slogu z radialnim urbanističnim načrtom. |
| Struvejev geodetski lok*                                                | Struve Geodetic Arc memorial tablet on a stone monument                    | Leningrajska oblast‎        | 2005       | 1187; ii, iii, vi (kulturno)       | Struvejev geodetski lok je niz triangulacijskih točk, ki se raztezajo na razdalji 2820 kilometrov od Hammerfesta na Norveškem do Črnega morja. Točke je postavil v raziskavi astronom Friedrich Georg Wilhelm von Struve, ki je prvi izvedel natančno izmero dolgega odseka poldnevnika, kar je pomagalo ugotoviti velikost in obliko Zemlje. Prvotno je bilo 265 postajnih točk. Svetovna dediščina vključuje 34 točk v desetih državah (od severa proti jugu: Norveška, Švedska, Finska, Rusija, Estonija, Latvija, Litva, Belorusija, Moldavija, Ukrajina), od katerih sta dve v Rusiji, na otoku Gogland. |
| Putoranska planota                                                      | Landscape with forests, rivers, and mountains                              | Krasnojarski okraj‎         | 2010       | 1234rev; vii, ix (naravno)         | Putoranska planota je najsevernejši del Srednjesibirskega višavja. Geološko je v glavnem sestavljen iz bazalta iz Sibirskih trap. To oddaljeno in večinoma nedotaknjeno območje vključuje več ekosistemov, kot so tajga, gozdna tundra, tundra, arktične puščave, jezera in reke. Vegetacija označuje stičišče med zahodno in vzhodno sibirsko floro. Planota je na glavni selitveni poti severnih jelenov. |
| Naravni park Lenski stebri                                              | Stone pillars overlooking a river                                          | Jakutija                   | 2012, 2015 | 1299bis; viii (naravno)            | Lenski stebri so naravna tvorba s pogledom na reko Leno. Stebre, ki segajo do 200 metrov v višino, je oblikovalo ostro celinsko podnebje s hladnimi zimami, s temperaturami daleč pod lediščem, in vročimi poletji, kar je povzročilo delovanje zmrzovanja in odmrzovanja, ki je razširilo vmesne spoje med skalami. Stebri so sestavljeni iz kambrijskih kamnin in vsebujejo fosile, ki dokumentirajo zgodnjo diferenciacijo vrst med kambrijsko eksplozijo. Leta 2015 je prišlo do manjše spremembe meje. |
| Staro mestno jedro Bolgarja in arheološka najdišča                      | An ensemble of buildings, including a church and a minaret                 | Tatarstan                  | 2014       | 981rev; ii, vi (kulturno)          | Bolgar je bil občasno glavno mesto Volške Bolgarije, bolgarske države med 7. in 15. stoletjem. Po mongolski invaziji v 13. stoletju je postal zgodnja prestolnica Zlate horde in ostal pomembno trgovsko središče v času Kazanskega kanata. Država je sprejela islam kot uradno vero leta 922 in Bolgar še vedno ostaja romarsko mesto povolških Tatarov. |
| Pokrajine Daurije*                                                      | Rocky desert landscape                                                     | Zabajkalski okraj‎          | 2017       | 1448rev; ix, x (naravno)           | Dauria ali Transbajkal je regija vzhodno od Bajkalskega jezera. Transnacionalno območje obsega območja naravnega rezervata Daurski v Rusiji in tri območja v Mongoliji, vključno z biosfernim rezervatom Mongol Daguur. Pokrajina vključuje različne stepske ekosisteme, gozdove in travnike, pa tudi mokrišča in jezera. Območje je pomembno kot gnezdišče ali selitvena pot za več vrst ptic, kot je beloglavi žerjav, in je tudi selitveno območje mongolske gazele. |
| Cerkev Marijinega vnebovzetja in samostan mesta-otoka Svijažsk          | Two white orthodox churches                                                | Tatarstan                  | 2017       | 1525; ii, iv (kulturno)            | Mesto-otok ob sotočju rek Volga, Svijaga in Ščuka, je leta 1551 ustanovil Ivan Grozni. Stoji na strateškem položaju na križišču poti Volga in svilne poti, zato je bila prva postojanka za Ivanovo osvojitev Kazanskega kanata. Cerkev in samostanski kompleks sta bila zgrajena v 16. in prenovljena v 18. stoletju. Freske v cerkvi so med najboljšimi primeri ruskega pravoslavnega slikarstva in so naslikane v edinstveni fuziji slogov iz različnih regij Rusije. |
| Cerkve Pskovske šole za arhitekturo                                     | An old orthodox church with a white facade and metal-covered domes         | Pskovska oblast‎            | 2019       | 1523; ii (kulturno)                | Ta dediščina obsega deset cerkva ali samostanov in sorodnih stavb v mestu Pskov. Predstavljajo delo pskovske šole, ki je črpala iz bizantinske in novgorodske tradicije, ju zlila z lokalnim ljudskim izročilom in prilagodila arhitekturo uporabi lokalnih virov. Cerkve so iz obdobja od 12. do zgodnjega 17. stoletja, z vrhuncem tega sloga v 15. in 16. stoletju. Arhitekti iz Pskova so delali na spomenikih v več ruskih mestih, vključno z Moskvo, Kazanom in Svijažskom. Na sliki je cerkev sv. Janeza iz 12. stoletja. |
| Petroglifi Oneškega jezera in Belega morja                              | A set of petroglyphs found in the Besov Nos cape of the Lake Onega region. | Republika Karelija         | 2021       | 1654; iii (kulturno)               | Ta dediščina obsega 33 posesti s petroglifi v dveh skupinah. Rezbarije ob Oneškem jezeru prikazujejo ptice, živali, pol človeške in pol živalske figure, pa tudi geometrijske oblike, ki morda predstavljajo Luno in Sonce. Rezbarije ob Belem morju predstavljajo prizore lova in jadranja, skupaj s pripadajočo opremo, pa tudi živalske in človeške stopinje. Nastale so pred 6 in 7 tisoč leti in omogočajo vpogled v življenje neolitskih kultur Fenoskandije. |
| Astronomski observatoriji Kazanske zvezne univerze                      | An astronomical observatory tower and surrounding buildings                | Tatarstan                  | 2023       | 1678; i, ii, iv, vi (kulturno)     | Ta nominacija obsega dva astronomska observatorija. Tisti na zvezni univerzi v Kazanu je bil ustanovljen v začetku 19. stoletja, tisti v Engelhardtu (na sliki) pa leta 1901. Uporabljali so ju za kartiranje položajev zvezd in objektov v sončnem sistemu ter za razvoj astronomskih instrumentov. |
| Kulturna krajina jezera Kenozero                                        |                                                                            | Arhangelska oblast         | 2024       | 1688; iii (kulturno)               | Ta nominacija je v narodnem parku Kenozerski na severozahodnem območju evropske regije Ruske federacije in prikazuje lokalno kulturno krajino, ki se je tukaj razvijala od 12. stoletja po postopnem širjenju slovanskega prebivalstva. Združuje številna tradicionalna podeželska naselja z domačo leseno arhitekturo. Kulturna krajina Kenozerska odraža skupnostno upravljanje kmetijstva in narave, ki se je razvilo skozi zlitje in interakcijo ugrofinske gozdne kulture in slovanske poljske kulture. Lesene cerkve in drugi verski objekti, prvotno okrašeni s poslikanimi stropi ali »nebesi«, so ključne družbene, kulturne in vizualne znamenitosti območja.                                                                             |
| Skalne poslikave jame Šulgan-Taš                                        | Cave painting depicting mammoths                                           | Baškortostan               | 2025       | 1743; iii (kulturno)               | Jamske poslikave v Šulgan-Tašu ali Kapovi jami izvirajo iz obdobja zgornjega paleolitika. Narejene so v rdeči okri in prikazujejo mamute, volnate nosoroge, bike in konje. Jama je bila naseljena več tisoč let in je verjetno služila v obredne namene. Ponovno so jo odkrili sredi 20. stoletja. |